# Бухта Гаріця (Керкіра)
Бухта Гаріція (або Гарітса (грец. Γαρίτσα) — бухта острова Керкіра (Корфу), розташована напроти центру міста Керкіра. Бухта захищена від переважної більшості вітрів окрім південних.

## Розташування
Бухта, розташована між точкою Сідерос (Fl (2) 6s13M) на півночі та точкою Анемомілос (Fl (2) R10s) на півдні. Ця бухта не має пляжу, її прибережна частина камениста, що захищає від знищення набережну, це місце прогулянок місцевих жителів протягом всього року. Тут стають на якір найексклюзивніші яхти у світі. Захищені від літніх вітрів та дость глибокі води в бухті дуже безпечні мають кріплення до будь-якого розміру човна, тоді як з види на Стару фортецю та старе місто робить гарним місцем для відпочинку на яхті не тільки в Греції, але і в будь-якій точці Європи.
Повз бухту проходить проспект Республіки.

## Берегова лінія
Починаючи від колони Дугласа на південь до вітряного млина розташовується гай Гаріція, довжиною 1065 метрів. У гаю багато пальм та евкаліптів, які вважаються найдавнішими в районі Анемоміло. В цьому гаю є поле для гри в петанк, де місцеві жителі круглоріч міряються своїми силами.
В цьому районі починаючи з 19 століття також розташовувались канатна та борошномельна фабрики на яких працювали понад дві тисячі сімей і все життя цього району йшло навколо них. Після закриття фабрик район деградує та живе своїм життям, відмінним від туристичної частини міста.
Ще донедавна набережна частково мала недоглянутий вигляд. В останні роки було значно реконструйовано набережну бухти, побудовані підпірні стінки на зруйнованих ділянках, замінено металеві огорожі, відновлено прямокутні плити, якими встелена набережна, та ліхтарі, висаджено новіх дерева та рочищений гай, відновлено вітряк. Роботи відбувались під наглядом Комісії з питань старожитностей Корфу. Проєкт співфінансувався Грецією та Європейським Союзом в рамках оперативної програми «Іонічні острови 2014—2020», а загальна вартість проєкту склала 3.125 мільйонів євро.На північ від колони Дугласа в бухті розташовується Морський атлетичний клуб Корфу (NAOK), який був заснований в 1935 році і вважається найстарішим і традиційним атлетичним клубом на Корфу. Він має пристань для човнів, прісну воду, туалети, душові, електроживлення.
Далі на північ бухта захоплює частину Площі Спіанада та переходить до масиву Старої фортеці, яка завершує межі бухти.